# ویلوان
ویلوان (به لاتین: Vilvan) 
(به تالشی: Vılvon) یک منطقه مسکونی در جمهوری آذربایجان است که در شهرستان لنکران واقع شده‌است.

## جمعیت
ویلوان ۴۵۴۰ نفر جمعیت دارد.

## ریشه واژه
ویل در زبان تالشی به‌معنی گل و وان به‌معنی مسکن، آبادی یا خانه‌ها است و معنای کلی ویلوان یعنی گلستان یا آبادی گل‌ها.

## دین
در مسجد جامع ویلوان یک هیئت مذهبی وجود دارد.